# Software in the Public Interest
Software in the Public Interest, Inc. (zkratka SPI, doslova software ve veřejném zájmu) je nezisková organizace se sídlem v New Yorku ve Spojených státech amerických, která byla založena, aby podporovala jiné organizace vytvářející otevřený nebo svobodný software. Její vedení je voleno Schulzeho metodou, v současnosti je předsedou Bdale Garbee.
Organizace podporuje mimo jiné následující projekty: Debian, Drupal, Gallery, LibreOffice, OpenOffice.org, PostgreSQL, Hélios, YafaRay.
Zajišťuje také nezávislé hlasování pro projekty nadace Wikimedia.